# Leadbelly
Lead Belly ou Leadbelly, nome artístico de Huddie William Ledbetter, (Mooringsport, 20 de janeiro de 1889 — Nova Iorque, 6 de dezembro de 1949) foi um músico estadunidense, um dos pioneiros do chamado "blues rural", estilo essencialmente acústico, e gravou suas músicas mais conhecidas sob a tutela de John Lomax e seu filho Alan Lomax, entre 1933 e 1940.

## Biografia
Lead Belly costumava tocar violão de 12 cordas, mas também sabia tocar piano, bandolim, gaita de boca (harmonica), violino, concertina e acordeão. Em algumas de suas gravações, assim como em uma de suas versões da balada folk "John Hardy", ele toca acordeão em vez de violão. Em outras gravações ele apenas canta batendo palmas e batendo os pés. Os tópicos usados nas letras das músicas de Lead Belly incluem músicas gospel, blues sobre mulheres, bebida e racismo; músicas folk sobre cowboys, prisão, trabalho, marinheiros, colheita e dança. Ele também escreveu canções sobre atualidades da época como o presidente Franklin Roosevelt, Adolf Hitler, Jean Harlow, The Scottsboro Boys, e Howard Hughes.

## Anos na prisão
O temperamento volátil de Lead Belly algumas vezes o colocou em problemas com a lei. Em 1915, ele foi sentenciado a passar um tempo na Harrison County Jail por carregar uma arma, prisão da qual escapou, encontrando trabalho no condado de Bowie com o nome falso de "Walter Boyd". Em janeiro de 1918, ele foi preso pela segunda vez, desta vez por ter matado um parente, Will Stafford, em uma briga por causa de uma mulher. Em 1918, ele foi preso em Sugar Land, no Texas, onde, provavelmente, aprendeu a música "Midnight Special". Ele serviu algum tempo na Fazenda Imperial (agora Unidade Central, ou "Central Unit") em Sugar Land. Em 1925, ele foi perdoado e solto, tendo servido por sete anos, ou virtualmente todo o mínimo de sua sentença de 35 anos, depois de ter escrito uma canção apelando ao governador Pat Morris Neff para a sua liberdade. Lead Belly influenciou a decisão de Neff apelando para sua forte fé religiosa, em combinação com seu bom comportamento (incluindo entreter os guardas e os outros prisioneiros tocando violão).
Em 1930, Lead Belly foi preso novamente, após um julgamento em Louisiana, com a alegação de tentativa de homicídio - ele tinha esfaqueado um homem branco em uma briga. Três anos depois, em 1933, ele foi "descoberto" por John Lomax e seu filho Alan Lomax durante uma visita à Angola Prison Farm. Muito impressionados pelo tenor vibrante da voz de Lead Belly e seu imenso repertório, eles fizeram gravações em um equipamento de gravações em discos de alumínio para a Biblioteca do Congresso. Eles retornaram com um equipamento novo e melhor em julho de 1934, e gravaram centenas de suas músicas. Em primeiro de agosto, Lead Belly foi solto (novamente tendo servido quase toda a sua pena mínima): desta vez, depois de Lomax ter feito uma petição ao governador de Louisiana, Oscar K. Allen, pela soltura urgente de Lead Belly.
A petição estava no outro lado de uma gravação da música "Goodnight Irene", de Lead Belly. Um oficial da prisão, um tempo depois, escreveu, a Lomax, negando que a música de Lead Belly tivesse alguma coisa a ver com sua soltura da prisão Angola, e registros da prisão confirmam que ele foi solto antes do tempo por bom comportamento. Por um tempo, de qualquer maneira, tanto Lead Belly quanto Lomax acreditaram que a gravação acelerara a decisão do governador quanto à sua soltura da prisão.

## Discografia

### Gravações da American Record Corporation
Em 1935, a American Record Corporation (ARC) realizou sessões de gravação com Lead Belly de 23 a 25 de janeiro, 5 de fevereiro e 25 de março. Embora houvesse um total de 53 tomadas, apenas seis foram lançadas durante a vida de Lead Belly. A ARC decidiu lançar essas músicas simultaneamente em seis gravadoras diferentes de sua propriedade: Banner, Melotone, Oriole, Perfect, Romeo e Paramount.
| Título (Lado A / lado B)                              | Ano de lançamento | Detalhes de lançamento |
| ----------------------------------------------------- | ----------------- | --- |
| "All Out and Down" "Packin' Trunk"                    | 1935              | Single 78 rpm lançado como: - Banner 33359 - Melotone M13326 - Oriole 8438 - Perfect 0314 - Romeo Records 5438 - Paramount 14006       |
| "Four Day Worry Blues" "New Black Snake Moan"         | 1935              | Single 78 rpm lançado como: - Banner 33360 - Melotone M13327 - Oriole 8439 - Perfect 0315 - Romeo 5439 - Paramount 14017               |
| "Becky Deem, She Was a Gamblin' Girl" "Pig Meat Papa" | 1936              | Single 78 rpm lançado como: - Banner 6-04-55 - Melotone 6-04-55 - Oriole 6-04-55 - Perfect 6-04-55 - Romeo 6-04-55 - Paramount 6-04-55 |

### Musicraft Records
Em 1 de abril de 1939, Lead Belly teve uma sessão de gravação com a Musicraft Records. Foram 14 tomadas, sendo 10 delas selecionadas para o álbum Negro Sinful Songs.
| Título             | Ano de lançamento | Detalhes de lançamento                                                |
| ------------------ | ----------------- | --------------------------------------------------------------------- |
| Negro Sinful Songs | 1939              | Conjunto de cinco discos de 78 prm lançado como: - Álbum Musicraft 31 |

### Victor Records
Em 1940, a Lead Belly gravou para uma das maiores gravadoras da época, a RCA Victor. Estas sessões realizaram-se nos dias 15 e 17 de junho, com o Quarteto Golden Gate a acompanhar algumas canções. As gravações resultaram em um álbum lançado pela Victor Records, que continha notas extensas e textos de canções preparados por Alan Lomax. De acordo com Charles Wolfe e Kip Lornell, "foi uma das melhores apresentações públicas da música de Leadbelly: bem gravada, bem divulgada, bem documentada. E o álbum justificou sua reputação como um marco na música folk afro-americana." Várias das gravações dessas sessões também foram emitidas como singles pela Bluebird Records.
| Título                                               | Ano de lançamento | Detalhes de lançamento                                              |
| ---------------------------------------------------- | ----------------- | ------------------------------------------------------------------- |
| The Midnight Special and Other Southern Prison Songs | 1940              | Conjunto de três discos de 78 rpm lançado como: - Álbum Victor P-50 |

| Título (Lado A / lado B)                                             | Ano de lançamento | Detalhes de lançamento                                                                                        |
| -------------------------------------------------------------------- | ----------------- | --- |
| "Sail On, Little Girl, Sail On" "Don't You Love Your Daddy No More?" | 1940              | Single 78 rpm lançado como: - Bluebird B-8550                                                                 |
| "Alberta" "TB Blues"                                                 | 1940              | Single 78 rpm lançado como: - Bluebird B-8559                                                                 |
| "Easy Rider" "Blues preocupados"                                     | 1940              | Single 78 rpm lançado como: - Bluebird B-8570                                                                 |
| "Roberta" "The Red Cross Store Blues"                                | 1941              | Single 78 rpm lançado como: - Bluebird B-8709                                                                 |
| "New York City" "You Can't Lose-a Me Cholly"                         | 1941              | Single 78 rpm lançado como: - Bluebird B-8750                                                                 |
| "Good Morning Blues" "Leaving Blues"                                 | 1941              | Single 78 rpm lançado como: - Bluebird B-8791                                                                 |
| "I'm on My Last Go-Round"                                            | 1942              | Single 78 rpm lançado como: - Bluebird B-8981 Este foi o lado b de "Thirsty Mama Blues" do Hot Lips Page Trio |

### Gravações da Biblioteca do Congresso
As gravações da Biblioteca do Congresso, feitas por John e Alan Lomax de 1934 a 1943, foram lançadas em uma série de seis volumes pela Rounder Records :
- Midnight Special (1991)
- Gwine Dig a Hole to Put the Devil In (1991)
- Let It Shine on Me (1991)
- The Titanic (1994)
- Nobody Knows the Trouble I've Seen (1994)
- Go Down Old Hannah (1995)

### Gravações de Folkways
As gravações do Folkways, feitas para Moses Asch de 1941 a 1947, foram lançadas em uma série de três volumes pela Smithsonian Folkways :
- Where Did You Sleep Last Night, Lead Belly Legacy, vol. 1 (1996)
- Bourgeois Blues, Lead Belly Legacy, Vol. 2 (1997)
- Shout On, Lead Belly Legacy, Vol. 3 (1998)Arte da capa de Lead Belly Sings for Children, de Smithsonian Folkways.

Smithsonian Folkways lançou várias outras coleções de suas gravações:
- Leadbelly Sings Folk Songs (1989)
- Lead Belly's Last Sessions (box com 4 CDs, 1994), gravado no final de 1948 na cidade de Nova York; suas únicas gravações comerciais em fita magnética
- Lead Belly Sings for Children (1999)
- Folkways: The Original Vision, Woody Guthrie e Lead Belly (2004), versão expandida da compilação de 1989
- Lead Belly: The Smithsonian Folkways Collection (2015)[3]

### Gravações ao vivo
- Leadbelly Gravado em Concerto, Universidade do Texas, Austin, 15 de junho de 1949 (1973, Playboy Records PB 119)

### Outras compilações
- Huddie Ledbetter's Best (1989, BGO Records ), contendo gravações feitas para a Capitol Records em 1944 na Califórnia
- King of the 12-String Guitar (1991, Sony / Legacy Records ), uma coleção de canções de blues e baladas de prisão gravada em 1935 na cidade de Nova York para a American Record Company, incluindo tomadas alternativas inéditas
- Private Party 21 de novembro de 1948 (2000, Document Records), contendo a performance íntima de Lead Belly em uma festa privada no final de 1948 em Minneapolis
- Take This Hammer, série When the Sun Goes Down, vol. 5 (2003, RCA Victor / Bluebird Jazz), coleção de CD de todas as 26 canções Lead Belly gravadas para a Victor Records em 1940, metade das quais apresentam o Golden Gate Jubilee Quartet (um LP de 1968 lançado pela RCA Victor incluiu cerca de metade dessas gravações)
- A Leadbelly Memorial, Vol II (1963, Stinson Records, SLP 19), prensagem de vinil vermelho
- The Definitive Lead Belly (2008, Not Now Music), uma retrospectiva de 50 canções em dois CDs
- Leadbelly - American Folk & Blues Anthology (2013, Not Now Music), 75 músicas em três CDs
- American Epic: The Best of Lead Belly (2017, Lo-Max, Sony Legacy, Third Man )